# سوسیالیسم اخلاقی
سوسیالیسم اخلاقی یک فلسفه سیاسی است که به سوسیالیسم بر مبنای اخلاق متوسل می‌شود و در مقابل زمینه‌های مصرف گرایانه، اقتصادی خودخواهانه قرار می‌گیرد.
برخلاف سوسیالیسم الهام گرفته از ماتریالیسم تاریخی، تئوری مارکسیستی، اقتصاد نئوکلاسیک و عقل گرایی که درخواست‌های خود را برای سوسیالیسم بر مبنای کارایی اقتصادی، اجتناب ناپذیری تاریخی یا عقلانیت استوار می‌کنند، سوسیالیسم اخلاقی بر دلایل اخلاقی و اخلاقی برای حمایت از سوسیالیسم متمرکز است. این فلسفه رسمی چندین حزب سوسیالیست شد.
سوسیالیسم اخلاقی با سوسیالیسم مسیحی، فابیانیسم، سوسیالیسم صنفی، سوسیالیسم لیبرال، رفرمیسم سوسیال دمکراتیک، و سوسیالیسم اتوپیایی همپوشانی قابل توجهی دارد. تحت تأثیر سیاستمدارانی مانند کارلو روسلی در ایتالیا، سوسیال دموکرات‌ها شروع به جدا کردن خود از مارکسیسم ارتدوکس کردند که توسط مارکسیسم-لنینیسم نشان داده شد، با پذیرش سوسیالیسم لیبرال اخلاقی، کینزیسم، و توسل به اخلاق به جای هر جهان بینی منظم، علمی یا ماتریالیستی.
سوسیال دموکراسی در عین رد جبر اقتصادی و تکنولوژیکی که عموماً مشخصه لیبرالیسم اقتصادی و مارکسیسم ارتدوکس است، به احساسات کمونیتاری، شرکتی و گاهی ملی گرایانه متوسل شد.

## مرتضی مطهری
در دنیای امروز گرایش به یك حالت حد وسط پیدا شده است. شاید به تقریب بتوان گفت در این زمینه در كنار دو دنیای كمونیسم و كاپیتالیسم، دنیای سومی در شرف تولد است كه می توان آن را نوعی سوسیالیسم نامید. این گرایشِ تازه می خواهد آزادی افراد را محفوظ نگه دارد و از این رو مالكیت خصوصی را در حد معقولی می پذیرد و هر مالكیتی را مساوی با استثمار نمی داند و حتی می گوید عدالت اجتماعی در شكل اول خودش نوعی ظلم است، زیرا از آنجا كه محصول كار هركس به خودش تعلق دارد، وقتی بیایند به زور نیمی از محصول یك فرد را- ولو به دلیل این كه خرج دیگری بیشتر است- از او بگیرند، این امر خود عین بی عدالتی است. استثمار در هر شكلش غلط است. اگر من شما را به كار گماشته باشم و قسمتی از محصول كار شما را به خود اختصاص بدهم، شما را استثمار كرده ام و این ظلم است. اما اگر من به میل خودم از مال و حاصل دسترنج خودم به دیگری بدهم، این عین انسانیت و رشدیافتگی است. سرمایه داری از آن جهت محكوم است كه در بطن خود استثمار را پرورش می دهد. سرمایه داری تمام بهره را به سرمایه اختصاص می دهد و این امر ایجاد نابرابری می كند.
به این ترتیب شعار این گرایش جدید این است كه: بیایید راهی اتخاذ كنیم تا بتوانیم جلو استثمار را بكلی بگیریم بدون این كه شخصیت، اراده و آزادی افراد را لگدكوب كرده باشیم؛ كوشش كنیم انسانها به حكم رُقای انسانیت، به حكم معنویت و شرافت روحی و درد انسان داشتن، خودْ مازاد مخارج خود را به برادران نیازمندشان تقدیم كنند نه این كه دارایی شان را به زور از آنها بگیریم و به دیگران بدهیم.
این اندیشه- كه تعبیر غربی آن سوسیالیسم اخلاقی است- چیزی است كه اسلام همیشه در پی تحقق آن است، اما برخلاف مكاتب غربی، راه حل های عملی رسیدن به آن و شیوه ی استقرار آن را در جامعه به دقت مشخص و معلوم كرده است.
حدیثی از امام موسی بن جعفر علیه السلام به این مضمون نقل شده است: حضرت از مردی سؤال كردند: میزان اخوّت و برادری اسلامی در میان شما در چه حد است؟ جواب داد: «علی افضل ما یكون» به عالی ترین درجه. فرمود: آیا به این حد هست كه مثلا یك برادر كه روزی محتاج شده بیاید در مغازه ی برادرش، دست ببرد و از صندوق او هرقدر احتیاج دارد بردارد و صاحب پول احساس ناراحتی نكند؟ گفت:
نه، این طور نیست. فرمود: پس چگونه گفتی در حدّ اعلا؟ حدّ اعلا آن است كه در حالی كه جیبها دو تا هستند، جیب هركدام برای دیگری نظیر جیب خودش باشد و بعكس. اگر این شیوه برقرار شد، همان اخوّت اسلامی است كه اسلام به دنبالش است. اسلام طرفدار این است كه زندگیها برادر وار باشند نه این كه به زور قانون بگوییم تو حق نداری، و یا این كه بگوییم همه باید از دولت جیره بخورند، نظیر وضعی كه در كشورهای كمونیستی برقرار است كه همه حقوق بگیر و مزدور دولت هستند. باید اشتراك در زندگی مادی ناشی از شركت روحی مردم باشد. اول روحها باید با یكدیگر یكی شوند بعد جیبها، نه این كه روحها به حالت جدایی باشند، بخواهند به زور جیبها را یكی كنند یا آن كه به زور جیبها را خالی كنند و جیب دولت را پر تا دولت به هركس به اندازه ی جیره اش بدهد.

## بررسی اجمالی
سوسیالیسم اخلاقی را می توان به سوسیالیست های آرمانگرا، به ویژه هانری دو سنت سیمون و شارل فوریه، اما همچنین آنارشیست هایی مانند سوسیالیست فرانسوی پیر جوزف پرودون و همچنین انقلابیون و سوسیالیست های ایتالیایی مانند جوزپه گاریبالدی ردیابی کرد.